# Дмитрук Олександр Микитович
Олекса́ндр Мики́тович Дмитру́к (нар. 6 лютого 1957, Вінниччина) — письменник, кіносценарист, вінницький краєзнавець, власний кореспондент  Національної радіокомпанії України у Вінницькій області. Заслужений журналіст України.

## Життєпис
Народився 6 лютого 1957 року на Вінниччині.
Закінчив Вінницький національний педагогічний університет ім. М. Коцюбинського.
Вінницький краєзнавець, письменник, власний кореспондент Національної радіокомпанії України у Вінницькій області.
Активіст козацького руху за відродження духовної спадщини Українського козацтва, козак Вінницького козацького полку ім. І. Богуна.
Автор, співавтор, упорядник низки документальних книг.

## Творчість
Видрукував історичні романи «Тризна» (2007), «Іван Богун — полковник» (2008, 2010), «Отаман Яків Шепель» (2009), «Честь і плаха» (2012), пригодницький роман «Золотий вовк» (2014), «Чорна берегиня» та податковий детектив «Сліди на Печерську» (2010), а також есе «Іван Богун: життя героя» (2013).
24 лютого 2016 року у Книгарні «Є» (м. Вінниця) відбулась презентація нового пригодницького роману «Свій-чужий». Крім роману «Свій-чужий», у видання увійшло історико-публіцистичне есе «Іван Богун — життя героя» та оповідання «Ангелятко».
У липні 2016 року вийшла друком нова книга — пригодницький роман «Позивний „Богомол“».

### Твори
- «Сліди на Печерську» — податковий детектив;
- «Чорна берегиня»;
- «Ангелятко» — оповідання;[3]
- «Професор» — оповідання.[4]

#### Романи
- «Тризна» [Архівовано 4 березня 2016 у Wayback Machine.] — історичний роман;
- Дилогія «Честь і плаха. Сторінки невідомої історії часів великої Руїни (1664—1703 роки)» [Архівовано 23 грудня 2015 у Wayback Machine.] — історичний роман у двох книгах[5];
- «Іван Богун — полковник» — історичний роман -хроніка;[6]
- «Отаман Яків Шепель» — історичний роман;
- «Золотий вовк» — пригодницький роман;[7]
- «Офіцер» — історичний роман.[7]
- «Сліди на Печерську» — детектив;
- «Золотий вовк» — пригодницький роман;
- «Свій-чужий» — пригодницький роман;[3]
- «Чорна берегиня»
- «Позивний „Богомол“» — пригодницький роман;[4]
- «Замах на Петлюру»
- «Зело»
- «Страх господній» — роман;[8]
- «Капкан» — політичний роман;[9]
- «Свята Теодозія» — політичний роман;[10]

#### Есе
«Іван Богун: життя героя» — пізнавально-історичне есе.

#### Статті
- Більшовики зробили все, щоб заплямувати ім'я отамана Ляховича [Архівовано 8 квітня 2016 у Wayback Machine.]
- Завдання залюднити Поділля полковник Абазин виконав нестандартно [Архівовано 4 березня 2016 у Wayback Machine.]

## Премії та нагороди
- Почесне звання «Заслужений журналіст України» (2014)[11];
- «Золота медаль української журналістики» (двічі);
- Лауреат премії Національної спілки журналістів України «Золоте перо»;
- Почесна грамота Вінницької облдержадміністрації і облради з наданням грошової винагороди (2007[12], 2010[13], 2011[14], 2012[1]., 2015[15])